# SCENE (テレビ番組)
『SCENE』（シーン）は、東京MXテレビで1999年10月から2000年3月まで放送されていた教育バラエティ番組である。
放送開始当初は「東京NEWS」に組み込まれた30分枠の番組だったが、後に独立枠となった。
再放送が2000年4月から2000年9月に行われた。

## 番組内容
内容は初期と独立枠になった後で異なる。

### 初期
30分の枠内にさまざまなコーナーをコラージュ的にちりばめたもの。どちらかというとフィラー的な色彩が強かった。（番宣はあった）
- Lucasを含めた3人によるスタジオトーク
- Lucasと寺田による都内を散策しながらのトーク
- 歌：平井堅（都内走行中の乗用車の後部座席で歌う）、double
- 白根ゆたんぽの粘土造作
- Over Driveによるコント

等

### 後期
寺田椿を中心に据え、バラエティ番組色が増したものとなった。
- 寺田と英語圏の子供3人のトーク。基本的に英語。
- 番組終了時に寺田がデジタルムービーを持ってテレコムセンターの周りを散策するコーナー
- 寺田の滑舌の悪さを直す"滑舌克服トレーニング"のコーナー
- "かえるのうた"の輪唱でひっかかって次の週の番組初めで一人で歌わされ泣いた事あり。

## 出演者
- 寺田椿
- Lucas Badtke-Berkow
- 白根ゆたんぽ
- Over Drive
- オセロ
- 安田と竹内（現：安田大サーカス）
- 平井堅
- double
- 坂本ちゃん
- 坂本知子（番組ナレーション）

## スタッフ
- 演出：前原篤